# Charles Brifaut

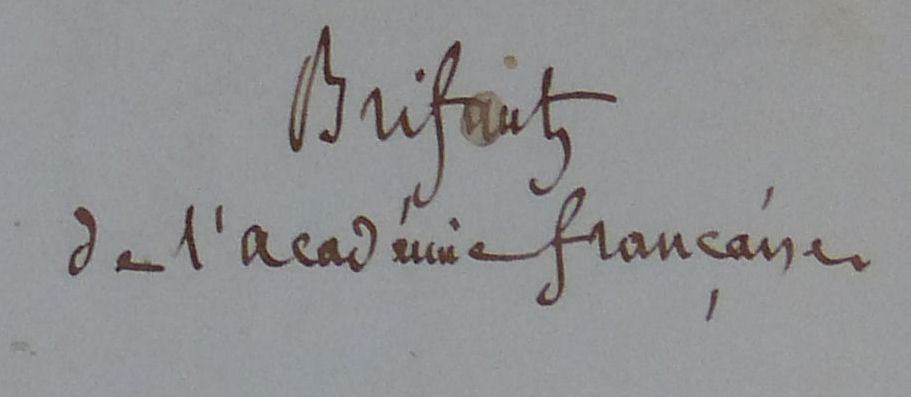
Unterschrift: Brifaut de l'académie française

Charles Brifaut (* 15. Februar 1781 in Dijon; † 5. Juni 1857 ebenda) war ein französischer Schriftsteller und Mitglied der Académie française.

## Leben und Werk
Charles Brifaut entstammte einer Handwerkerfamilie aus Dijon. Er verlor früh seine Mutter, mit 11 Jahren seinen Vater und wurde dank seiner Begabung von Erzbischof Jean-Baptiste Volfius (1734–1822), sowie einem weiteren Geistlichen gefördert. Zu Beginn der Ära Napoleon Bonapartes ging er mit einem Stipendium nach Paris und erwarb die Gunst des Chemikers Balthazar Georges Sage, wie auch von Jean-Pierre Bachasson de Montalivet und Jean-Jacques Régis de Cambacérès. Dank der Dichter Louis de Fontanes und Jacques Delille, sowie des Schauspielers François-Joseph Talma fand er Zugang zum Nationaltheater und brachte eigene Stücke zur Aufführung, vor allem 1813 Ninus II, das ein großer Erfolg wurde.
Ab der Restauration konnte Brifaut seine Liebe zur Monarchie ausleben. Dank seines vollendeten gesellschaftlichen Auftretens war er in den Salons des Adels ein gern gesehener Gast. Er galt als der Voiture seiner Zeit, d. h. als Meister der gesellschaftlichen Konversation. Seine literarischen Werke waren dem 18. Jahrhundert verhaftet und brachten ihn in Opposition zu den Romantikern. 1826 wurden er gegen Alphonse de Lamartine in die Académie française (Sitz Nr. 11) gewählt. Als Theaterzensor unter dem von ihm verehrten König Karl X. war er indirekt am Verbot von Victor Hugos Drama Marion Delorme beteiligt und Partei in der Schlacht um Hernani.
Ab 1830 veröffentlichte er kaum noch, schlug eine Pension von König Louis-Philippe I. aus und lebte bis zu seinem Tod 1857 eine Art Selbstzensur. 1758 publizierte sein Freund Anne Bignan die gesammelten Werke (viele aus dem Nachlass) in sechs Bänden. 1920 kam es noch zur Veröffentlichung seiner Memoiren in zwei Bänden, auf deren Basis die Romanistin und Romanschriftstellerin Clélia Anfray (* 1973) unter dem Titel Le Censeur (Der Zensor) einen Roman über die Epoche seiner Zensorschaft schrieb.
Brifaut war Ritter der Ehrenlegion. In Dijon ist eine Straße nach ihm benannt.

## Werke (Auswahl)
- Ninus II. Tragédie en 5 actes. (Paris, Théâtre-Français, 19. April 1813). F. Didot, Paris 1814.
- (Libretto mit Armand-Michel Dieulafoy) Gaspare Spontini: Olimpie. Oper. Paris 1819.
  - (deutsch von E. T. A. Hoffmann) Olympia. Berlin 1821.
- Anne Bignan (Hrsg.):  Oeuvres de M. Charles Brifaut. 6 Bde. Diard, Paris 1858. (mit biographischer Einführung)